# Hilversum (kasteel)
Het kasteel van Hilversum stond in de Nederlandse stad Hilversum, in de Nederlandse provincie Noord-Holland. Het zal gaan om een zogenaamde woontoren of versterkt adellijk huis met een toren en heeft vermoedelijk aan de Kerkbrink gestaan, ongeveer ter hoogte van de Grote Kerk.

## Geschiedenis
De Stichtse edelman Hendrik van Snellenburg droeg in 1369 een 'toern ende husinghe' in Hilversum op aan de Hollandse graaf Albrecht van Beieren. Hendrik kreeg het kasteel direct weer in leen terug van de graaf. Hendrik overleed in 1385, waarna op 13 september van dat jaar zijn dochter Peynse met het kasteel werd beleend door graaf Albrecht.
In 1435 bleek Jacob Oestgen te zijn beleend met het kasteel. Hij zou het hebben ontvangen bij opdracht van de erfgenamen van Hendrik van Snellenburg. Jacob verzocht hertog Philips de Goede om het kasteel over te dragen aan Splinter van Nijenrode, die vervolgens op 30 januari 1435 met het kasteel werd beleend. Splinter speelde een belangrijke rol in deze regio: van 1421 tot 1442 was hij baljuw en rentmeester van Gooiland, tot 1426 was hij kastelein van Muiden, en in 1427 ook nog baljuw van Loosdrecht.
Na 1435 is niets meer van het kasteel vernomen.

## Beschrijving
De oudste vermelding van het kasteel dateert van 1369, maar mogelijk was het kasteel al ouder. Bij opgravingen in 1971 (na de tot op heden laatste brand in de Grote Kerk) door leden van AWN Naerdincklant zijn 13e-eeuwse kloostermoppen gevonden die wijzen op de aanwezigheid van stenen bebouwing rond de Kerkbrink. Ook werd een fundering van vroeger datum dan de Grote Kerk aangetroffen. De kloostermoppen zijn hergebruikt bij de 15e-eeuwse herbouw van de Grote Kerk, en mogelijk zijn ze afkomstig van het kasteel. Bij opgravingen door het toenmalig Goois Museum in 2003 zijn nogmaals opgravingen op de Kerkbrink gedaan. De opgraving bestond uit twee putten. Er werden veel oude structuren en objecten gevonden, maar geen die verband hielden met het voormalige kasteel.
Adrichem · Aelbrechtsberg · Akersloot · Amstel · Amsterdam · Assendelft · Assumburg · Banjaert · Beeckestijn · Berkenrode · Boekel · Bollenhofstede · Ten Bosch · Brederode · Caprera · Ter Coulster · Cranenbroek · Dampegeest · Eenigenburch · Egmond · Heemstede · Hilversum · Ilpenstein · Jan Aernts woninge van Bennebroek · Keggenrode · Ter Kleef · Kostverloren · Kronenburg · Marquette · Merestein · Middelburg · Muiderslot · Nederhorst · Nieuwburg · Nuwendoorn · Oud Haerlem · De Park · Poelenburg · Purmersteijn · Radboud · Huis te Ramp · Reewijk/Rietwijk · Rolland · Ruysdael · Schagen · Huis te Schoten · Sparenwoude · Te Spijk · Swanenburch · Sypesteyn · Tetrode · Teylingerbosch · Torenburg · Velsen · De Vlotter · Vogelenzang · Ter Wijc · Wijdenes · Ypestein · Te Zaanen